# Amphicarpum
Amphicarpum es un género de plantas de la familia Poaceae, nativo de Norteamérica.

## Descripción
Planta anual herbácea, o perenne; erecta. Tallos decumbentes en la base, de 30–100 cm de altura. Nudos glabros, internudos huecos. Planta inerme. Hojas mayormente basales (A. purshii), o no; no auriculada. Láminas de hojas ni correosas ni endebles; anchas, o no; de 5–15 mm de ancho, y 10–15 cm de largo; chatas; sin venación cruzada; persistente. Lígula pilosa. Contralígula ausente.
Plantas diclino monoicas, bisexuales, con espigas bisexuales (pero la ‘chasmógama’ espiga de la panícula terminal conspicua sin plena fructificación); con flores hermafroditas. Plantas cleistógamas y chasmógamas; con leistogenes ocultos. 
La inflorescencia ( i.e., obvia ‘chasmógama’ pero estéril inflorescencia) paniculada; espatulada. Espigas solitarias; pediceladas.

## Taxonomía
El género fue descrita por Carl Sigismund Kunth y publicado en Révision des Graminées 1(2): 28. 1829.
Etimología
El nombre del género proviene del griego amphikarpos (doblemente frutas), aludiendo a las dos clases de espigas.
Citología
El número cromosómico básico del género es x = 9, con números cromosómicos somáticos de 2n = 18, diploide.